# Yannick N'Djeng
Joseph Yannick N'Djeng, né le 11 mars 1990 à Yaoundé, est un footballeur international camerounais évoluant au poste d'attaquant.
Après des débuts au Canon Yaoundé, il évolue à la JSM Béjaïa de 2008 à 2011 puis rejoint l'Espérance sportive de Tunis avec qui il remporte la Ligue des Champions de la CAF en 2011 et le Championnat de Tunisie en 2012. Après avoir évolué au premier semestre 2013 dans le club suisse du FC Sion, il revient en août à l'Espérance sportive de Tunis, club où il évolue jusqu'en 2015 et, avec qui il gagne un nouveau titre de champion en 2014. Il joue ensuite en Malaisie, en Biélorussie et au Koweït, il évolue, depuis 2021, au Al Khaleej en Arabie Saoudite.

## Biographie
Yannick N'Djeng commence le football au sein des espoirs du FC Mimboman puis rejoint en 2005 le Canon Yaoundé. Le 13 novembre 2008, il passe un essai au sein du club algérien de la JSM Béjaïa et séduit l'entraîneur Djamel Menad. Il dispute la finale de la Coupe nord-africaine des vainqueurs de coupe et marque même un but lors du match retour contre l'Espérance sportive de Tunis puis le 29 janvier 2009, N'Djeng fait ses débuts comme titulaire dans un match de championnat contre l'USM Alger. Lors de sa première saison, il inscrit trois buts en 15 matches de championnat puis 14 l'année suivante.  
En fin de saison 2011, les Béjaouis terminent vice-champion du championnat d'Algérie se qualifiant ainsi pour la Ligue des champions de la CAF. Il inscrit 14 buts lors de la saison et termine deuxième meilleur buteur du championnat, son contrat est alors prolongé jusqu'en 2014 et revu à la hausse devenant ainsi « l’avant centre le mieux payé d’Algérie » dit le président de la JSM Béjaïa, Boualem Tiab.
Yannick N'Djeng quitte le club algérien sur cette place d'honneur et rejoint, le 9 juillet 2011, l'Espérance sportive de Tunis pour 700 000 euros après avoir été longtemps en contact avec le club portugais du Vitoria Guimarães au sein duquel il passe même la visite médicale d'avant signature de contrat.
Yannick N'Djeng dispute son premier match sous les couleurs de l'Espérance le 16 juillet en Ligue des champions d'Afrique face au Mouloudia Club d'Alger. Il réalise son premier coup de chapeau avec l'Espérance contre le même adversaire, le 10 septembre à Tunis et remporte ensuite cette compétition. 
Yannick N'Djeng reçoit sa première convocation chez les Lions indomptables en mai 2012. À la même période, sa signature au FC Sion pour une indemnité de transfert d'un million d'euros est annoncée mais il trouve finalement un accord avec l'Espérance pour continuer jusqu'à la fin de la saison. En novembre 2012, il atteint de nouveau, avec ses coéquipiers la finale de la Ligue des champions de la CAF. Le club tunisien est battu sur le score de trois à deux sur les deux matchs par le club égyptien d'Al Ahly, Joseph Yannick N'Djeng inscrit un but lors du match retour.
En janvier 2013, il signe en faveur du FC Sion un contrat de trois ans et demi. Il fait sa première apparition sous son nouveau maillot en Coupe de Suisse dans un match contre le SC Kriens comptant pour les huitièmes de finale. Il inscrit le troisième but de la victoire quatre à zéro.
Le 5 août 2013, il signe un nouveau contrat avec son ancienne équipe, l'Espérance sportive de Tunis et remporte avec son équipe le championnat en 2014. En mai 2015, il est victime d'une rupture des ligaments croisés du genou, lors de la rencontre face au Club africain, et se retrouve indisponible pour une durée de six mois. Son contrat avec l'Espérance est alors interrompu pour permettre au club d'engager un nouvel attaquant.
Après un essai non concluant à l'Etoile Sportive du Sahel, il s'engage en mai 2017 avec le T-Team FC, club du championnat malaisien.

## Palmarès
Joseph Yannick N'Djeng est finaliste de la Coupe nord-africaine des vainqueurs de coupe en 2008 et vice-champion du championnat d'Algérie en 2011 avec la JSM Bejaia.
Sous les couleurs de l'Espérance sportive de Tunis, il remporte la Ligue des Champions de la CAF en 2011, il est finaliste de cette compétition en 2012. Il gagne également le Championnat de Tunisie avec le club en 2012 et 2014.

## Statistiques
Le tableau ci-dessous résume les statistiques en match officiel de Yannick N'Djeng depuis ses débuts professionnels.
| Saison                | Club                  | Championnat           | Championnat | Championnat | Coupe(s) nationale(s) | Coupe(s) nationale(s) | Compétition(s) continentale(s) | Compétition(s) continentale(s) | Compétition(s) continentale(s) | Cameroun | Cameroun | Total | Total |
| Saison                | Club                  | Division              | M.          | B.          | M.                    | B.                    | Comp.                          | M.                             | B.                             | M.       | B.       | M.    | B.    |
| 2008-2009             | JSM Bejaia            | D1                    | 16          | 4           | 1                     | 1                     | UNAF+C2                        | 4+4                            | 1+1                            | -        | -        | 25    | 7     |
| 2009-2010             | JSM Bejaia            | D1                    | 31          | 14          | 1                     | 1                     | -                              | -                              | -                              | -        | -        | 32    | 15    |
| 2010-2011             | JSM Bejaia            | D1                    | 29          | 14          | 3                     | 0                     | -                              | -                              | -                              | -        | -        | 32    | 14    |
| Sous-total            | Sous-total            | Sous-total            | 76          | 32          | 5                     | 2                     | -                              | 8                              | 2                              | -        | -        | 89    | 36    |
| 2011-2012             | ES Tunis              | D1                    | 26          | 15          | -                     | -                     | C1+CMC+SCAF                    | 10+2+1                         | 4+1+0                          | 2        | 0        | 41    | 20    |
| 2012-2013             | ES Tunis              | D1                    | 4           | 1           | -                     | -                     | C1                             | 10                             | 5                              | 1        | 0        | 15    | 6     |
| Sous-total            | Sous-total            | Sous-total            | 30          | 16          | -                     | -                     | -                              | 23                             | 10                             | 3        | 0        | 56    | 26    |
| 2012-2013             | FC Sion               | L1                    | 16          | 2           | 3                     | 2                     | -                              | -                              | -                              | 2        | 0        | 21    | 4     |
| 2013-2014             | FC Sion               | L1                    | 3           | 0           | -                     | -                     | -                              | -                              | -                              | -        | -        | 3     | 0     |
| Sous-total            | Sous-total            | Sous-total            | 19          | 2           | 3                     | 2                     | -                              | -                              | -                              | 2        | 0        | 24    | 4     |
| 2013-2014             | ES Tunis              | D1                    | 17          | 5           | 1                     | 2                     | C1                             | 5                              | 2                              | -        | -        | 23    | 9     |
| 2014-2015             | ES Tunis              | D1                    | 22          | 6           | -                     | -                     | C1                             | 5                              | 1                              | -        | -        | 27    | 7     |
| 2015-2016             | ES Tunis              | D1                    | -           | -           | -                     | -                     | C1                             | 4                              | 3                              | -        | -        | 4     | 3     |
| Sous-total            | Sous-total            | Sous-total            | 39          | 11          | 1                     | 2                     | -                              | 14                             | 6                              | -        | -        | 54    | 19    |
| 2017-2018             | T-Team FC             | D1                    | 12          | 7           | -                     | -                     | -                              | -                              | -                              | -        | -        | 12    | 7     |
| Sous-total            | Sous-total            | Sous-total            | 12          | 7           | 0                     | 0                     | -                              | -                              | -                              | -        | -        | 12    | 7     |
| 2018                  | Neman Grodno          | D1                    | 9           | 1           | -                     | -                     | -                              | -                              | -                              | -        | -        | 9     | 1     |
| 2019                  | Neman Grodno          | D1                    | 9           | 1           | -                     | -                     | -                              | -                              | -                              | -        | -        | 9     | 1     |
| Sous-total            | Sous-total            | Sous-total            | 18          | 2           | 0                     | 0                     | -                              | -                              | -                              | -        | -        | 18    | 2     |
| 2019-2020             | Al Yarmouk            | D1                    | 11          | 3           | 4                     | 5                     | -                              | -                              | -                              | -        | -        | 15    | 8     |
| Sous-total            | Sous-total            | Sous-total            | 11          | 3           | 4                     | 5                     | -                              | -                              | -                              | -        | -        | 15    | 8     |
| 2020-2021             | Al Khaleej            | D2                    | 14          | 1           | 0                     | 0                     | -                              | -                              | -                              | -        | -        | 14    | 1     |
| Sous-total            | Sous-total            | Sous-total            | 14          | 1           | 0                     | 0                     | -                              | -                              | -                              | -        | -        | 14    | 1     |
| Total sur la carrière | Total sur la carrière | Total sur la carrière | 219         | 74          | 13                    | 11                    | -                              | 41                             | 19                             | 5        | 0        | 278   | 104   |